# Puppy's
Puppy's（パピーズ）は2002年11月～2004年3月に活動した声優ユニット。Pritsの妹分として結成され、主にラジオ番組『電撃G's Radio（Gラジ）』で活動した。

## メンバー
- 伊藤靖子 （いとう やすこ、1980年6月26日 -） 愛称やっちゃん
- 長谷川静香 （はせがわ しずか、1988年9月16日 -） 愛称しーちゃん
- 又吉愛 （またよし あい、1983年4月2日 -） 愛称あいちゃん

長谷川静香・又吉愛はその後も声優として活動している。

## 歴史
2002年10月、Pritsの桑谷夏子・望月久代がパーソナリティをつとめる『Gラジ』開始と同時に、企画「輝け! プリッツの妹分オーディション」が始まった。応募資格は「アニメと美少女ゲームが大好きな22歳までの明るくて元気な女の子、プロ・アマを問いません」。年齢制限は、Prits最年少メンバーだった水樹奈々の年齢以下ということで決められたと思われる。合格者は『Gラジ』と、「電撃G'sマガジンで企画中の新しい作品」（のちに『Puppy Girls ～わたしのおじさま～』としてスタート）に声優として出演できるとされた。
応募者は、カセットテープまたはMDに演技を録音し、番組に送った。「大好きなおにいちゃんへのメッセージ」をテーマとし、内容、シナリオはオリジナル。録音内容はラジオで放送されたが、応募者の大部分は素人であり、自作の台詞がノンストップで連続して流される奇妙なコーナーとなった。
オーディションは2002年11月11日に応募を締め切り、11月23日名古屋での公開録音で公開最終審査がおこなわれ合格者が発表された。公式にはこの日をもって、「Puppy's結成」とされた。プロ・アマ問わずとのことだったが、すでに芸能事務所などに所属していた者が選ばれた。
2003年1月には『Gラジ』で「輝け! プリッツの妹分オーディション」コーナーが再開し、それ以後、合格者が準レギュラー出演した。また、「仔犬系声優」がキャッチフレーズとされた。結成後しばらくは「プリッツの妹分」を名乗っていたが、ユニット名をリスナーから募集し、Puppy'sと決まった。『Puppy Girls』のタイトルとの因果関係・前後関係などは明言されていない。
Puppy'sのコーナーは「プリッツの妹分」「パピーズが行く! キラキラ」とタイトルを変え、『Puppy Girls』関連の企画などをおこなった。しかし、『Puppy Girls』は結局、雑誌とラジオの外に本格的に展開することなく終了。その後は、『Strawberry Panic!』など電撃G'sマガジンの他の企画にタイアップしたコーナーに出演した。
2004年3月末の出演をもって、『Gラジ』を卒業し活動終了。

## ディスコグラフィ
- 初恋日和 （シングル、2003年11月2日） c/w 僕は犬だよ
- 電撃G'sラジオ コンピレーションミニアルバム「Gラジ音楽部」 （Pritsとのコンピレーションアルバム、2004年1月21日） 「蒼葉（アヲバ）」を初収録

## 出演
- ラジオ『電撃G's Radio』（文化放送）
- インターネットラジオ『パピーズのひよ☆ふる』（BBQR、全4回）